# L'Appel du cœur
Pour plus de détails, voir Fiche technique et Distribution.
L'Appel du cœur (titre original : Her Code of Honor) est un film muet américain réalisé par John M. Stahl et sorti en 1919. 
Une copie de ce film est conservée aux Archives nationales du British Film Institute à Londres,.

## Fiche technique
- Titre original : Her Code of Honor
- Réalisation : John M. Stahl
- Scénario : Frances Irene Reels
- Photographie : Harry Fishbeck
- Production : Tribune Productions Inc.

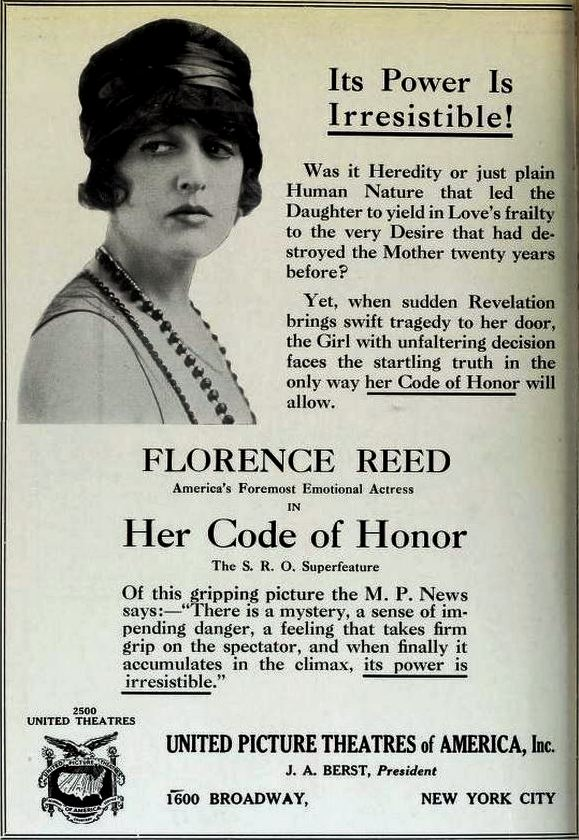
Publicité pour le film.

- Dates de sortie :
  - États-Unis : 6 avril 1919
  - France : 31 octobre 1919

## Distribution
- Florence Reed : Helen / Alice
- William Desmond : Eugene La Salle
- Robert Frazer : Richard Bentham
- Irving Cummings : Jacques
- Alec B. Francis : Tom Davis
- Marcelle Roussillon : Jane
- George Stevens : rôle indéterminé